# Cratere Ensor
Ensor  è un cratere sulla superficie di Mercurio.